# 馮曦
冯曦（1880年—1960年）字紫禾（一作子和），山西省代州人。中华民国政治人物。

## 生平
他是清朝宣统元年（1909年）已酉科优贡，朝考一等，陕西补用知县。此后他留学日本早稻田大学。
归国后，他任山西省议会秘书、秘书长。他还曾任绥远实业厅厅长兼垦务局总办等职。1928年，他任绥远省政府委员。1931年，他任绥远省建设厅厅长。1932年12月，他曾代理綏遠省政府主席。1933年，他兼任绥远省文官普通考试筹备委员会主任。
1950年代初，他被聘为内蒙古自治区文史研究馆馆员。1960年，他病逝。其遗体获准破例未火化而是土葬于八宝山革命公墓。